# Acacia sorophylla
Acacia sorophylla är en ärtväxtart som beskrevs av Ernst Georg Pritzel. Acacia sorophylla ingår i släktet akacior, och familjen ärtväxter. Inga underarter finns listade i Catalogue of Life.